# Balogh Jolán
Balogh Jolán (Budapest, 1900. augusztus 2. – Budapest, 1988. október 12.) magyar művészettörténész. Szakterülete közé tartozott a reneszánsz művészet, a középkori magyar és külföldi szobrászat, az itáliai-magyar művészeti kapcsolatok, valamint az erdélyi művészet.

## Élete és pályafutása
Édesapja Balogh János mérnök, édesanyja Gergelyi Jolán. Húga, Balogh Ilona (1912–1947) szintén művészettörténész volt.
A középiskolát 1919-ben fejezte be, majd a Pázmány Péter Tudományegyetem régészet-művészettörténet szakán tanult, 1923-ban diplomázott. 1924-től 1967-ig a Szépművészeti Múzeumban dolgozott, 1924 és 1926 között Bécsben, 1926-tól 1928-ig Olaszországban volt ösztöndíjas. 1935-től a Régi Szoborosztály vezetője volt a Szépművészeti Múzeumban. Publikált többek között a Századok, a Pásztortűz, a Művészet, a Műemlékvédelem című folyóiratokban.
1937-ben Baumgarten-díjjal, 1969-ben Herder-díjjal tüntették ki.

## Fontosabb művei
- Adatok Milano és Magyarország kulturális kapcsolatainak történetéhez; Budavári Tudományos Társaság, Bp., 1928 (A budapesti Királyi Magyar Pázmány Péter Tudományegyetem Művészettörténeti Gyűjteményének dolgozatai)
- Olasz falfestmények Gyulafehérvárt. Kolozsvár. 1932 (Erdélyi Tudományos Füzetek 40.)
- Jolanda Balogh: Uno sconosciuto scultore italiano presso il Re Mattia Corvino; Olschi, Firenze, 1934
- Márton és György kolozsvári szobrászok; Minerva Ny., Cluj-Kolozsvár, 1934 (Erdélyi Tudományos Füzetek 69.)
- Kolozsvár műemlékei. A Kolozsvári Református Kollégium Öregdiákjainak Egyesülete. (1935)
- A késő-gótikus és a renaissance-kor művészete; Révai Ny., Bp., 1939
- Mátyás király emlékkönyv születésének ötszázéves fordulójára. Szerk. Bp., 1940
- A késő-renaissance és a kora-barokk művészet; Révai, Bp., 1940
- Az erdélyi renaissance. 1. köt., 1460-1541; Erdélyi Tudományos Intézet, Kolozsvár, 1943
- Pákei Lajos rajzai Kolozsvár építészeti emlékeiről. Kolozsvár. 1944 (Erdélyi Tudományos Füzetek 188.)
- Vég-Várad vára; Erdélyi Tudományos Intézet, Kolozsvár, 1947
- A magyar renaissance építészet; Mérnöki Továbbképző Intézet, Bp., 1952 (Mérnöki Továbbképző Intézet előadás sorozatából)
- Magyar reneszánsz építészet (1953)
- Az esztergomi Bakócz kápolna; Képzőművészeti Alap, Bp., 1955 (Magyar műemlékek)
- La capella Bakócz di Esztergom (Az esztergomi Bakócz kápolna); Akadémiai, Bp., 1956
- Országos Szépművészeti Múzeum. A Régi Szoborosztály kiállítása. Vezető; összeáll. Balogh Jolán; Révai Ny., Bp., 1957
- A művészet Mátyás király udvarában, Akadémiai Kiadó, Budapest (1966)
- Katalog der ausländischen Bildwerke des Museums der Bildenden Künste in Budapest. IV-XVIII. Jahrhundert, 1-2.; Akadémiai, Bp., 1975
- Die Anfänge der Renaissance in Ungarn. Matthias Corvinus und die Kunst; németre ford. Baranyai Hildegard; Akad. Druck. u. Verlagsanst, Graz, 1975 (Forschungen und Berichte des Kunsthistorischen Institutes der Universität Graz)
- Varadinum – Várad vára, 1-2.; Akadémiai, Bp., 1982
- Mátyás király és a művészet. Magvető Könyvkiadó, Budapest (1985)
- Kolozsvári kőfaragó műhelyek, XVI. század; MTA Művészettörténeti Kutató Csoport, Bp., 1985
- A régi magyar és európai művészet kincsei. Művészettörténeti tanulmányok; szerk. Szmodisné Eszláry Éva; Püski, Bp., 2000